# Семенов, Таймураз Аликович
Семенов Таймураз Аликович (кабард.-черк. Семэн Алик и къуэ Таймураз) — Мастер спорта России, призер Чемпионатов России, Кубков России, победитель международных и всероссийских турниров по спортивной борьбе. Чемпион лиги ACL 2017 в в/к 84 кг. Участник Чемпионата Мира в Лос-Анджелесе, США (2015), 4-е место.

## Биография
Родился 27 августа 1991 года в селении Шалушка Чегемского района Кабардино — Балкарской АССР. По национальности — кабардинец.
Окончил Факультет физической культуры и спорта КБГУ и ФМЭП КБГСХА.
Проходил военную службу в Дивизии специального назначения Внутренних войск МВД РФ в г. Липецк, в/ч 5961 в 2010—2011 гг.

## Карьера
До армии занимался дзюдо и самбо у тренера О. Б. Саральпова. Спортивной борьбой начал заниматься после службы в армии у тренера Шухостанова Руслана Чаримовича, который также является президентом федерации грэпплинга КБР.
На Чемпионате Мира в Лос-Анджелесе в схватке за бронзу уступил с минимальным преимуществом бразильскому борцу Джоэлу Чавесу (6:5). На результат негативно повлияла переакклиматизация и долгий перелет.
Также выступал по спортивному и боевому самбо.